# Deuil-la-Barre
Deuil-la-Barre is een gemeente in Frankrijk. Het is onderdeel van de agglomeratie van Parijs.
Er zijn twee stations: Deuil - Montmagny en La Barre - Ormesson. 

## Kaart
De onderstaande kaart toont de ligging van Deuil-la-Barre met de belangrijkste infrastructuur en aangrenzende gemeenten.

## Demografie
Onderstaande figuur toont het verloop van het inwonertal, bron: INSEE-tellingen. 

## Stedenband
- Frankfurt am Main
- Vác
- Winsford
- Lourinhã

## Websites
- (fr)  Ville de Deuil-la-Barre. officiële website
- (fr)  Statistische informatie op de website van INSEE

1. ↑  Populations de référence 2022.